# 서편제
서편제(西便制)는 철종 때의 명창인 박유전에 의해 창시된 판소리 유파의 하나이다.
광주·나주·보성·강진·해남 등지를 중심으로 이어져 왔는데 이 지역이 전라도 서쪽에 있다 하여 서편제라 일컬어지게 된 것이다. 서편제의 특징은 활달하고 우렁찬 동편제와는 대조적으로 가창의 성색(聲色)이 부드러우며 구성지고 애절한 느낌을 준다. 동편제가 채소를 씹는 느낌이라면 서편제는 진득진득한 고기를 씹는 느낌이다. 노래소리의 끝도 동편제와는 반대로 길게 이어져서 이른바 꼬리가 달렸으며 부침새의 기교가 많고 계면조를 장식하여 정교하게 부른다. 서편제의 창법과 잘 어울리는 창으로는 《심청가》(沈淸歌)를 꼽을 수 있다. 서편제의 명창으로는 박유전·김채만·이날치·정창업·김창환 등이 있다.
현대에 전수받은 사람으로는 김소희 등이 있다.

## 참고 문헌
- 이 문서에는 다음커뮤니케이션(현 카카오)에서 GFDL 또는 CC-SA 라이선스로 배포한 글로벌 세계대백과사전의 내용을 기초로 작성된 글이 포함되어 있습니다.